# راسيل إي. تراين
راسيل إي. تراين هو محافظ على الطبيعة وسياسي أمريكي، ولد في 4 يونيو 1920، وتوفي في 17 سبتمبر 2012 في Bozman, Maryland ‏ في الولايات المتحدة. نشط حزبياً في الحزب الجمهوري. وقد انتخب مدير وكالة حماية البيئة (12 سبتمبر 1973 – 20 يناير 1977).